# Anatolij Żabczenko
Anatolij Serhijowycz Żabczenko, ukr. Анатолій Сергійович Жабченко (ur. 23 lutego 1979, Ukraińska SRR, zamieszk. w Chmielnickim, do czerwca 2014 w Symferopolu) – ukraiński piłkarz, grający na pozycji bramkarza, sędzia piłkarski FIFA, sędziuje mecze Premier-lihi. W 2014 po okupacji Krymu otrzymał paszport rosyjski.

## Kariera piłkarska
Wychowanek Szkoły Piłkarskiej w rosyjskim mieście Kamyszyn, a potem w krymskim mieście Saki. W 1996 rozpoczął karierę piłkarską w miejscowym klubie Dynamo Saki. W lipcu 1997 przeszedł do Dnipra Dniepropetrowsk. Zagrał tylko 5 minut w drugiej drużynie Dnipra i potem wyjechał do Rosji, gdzie bronił barw Rotor Kamyszyn i FK Bałakowo. W 1999 zakończył karierę piłkarską.

## Kariera sędziowska
W 2002 rozpoczął karierę sędziowską w meczach lokalnych rozgrywek piłkarskich. Od 2003 sędziował mecze Amatorskich Mistrzostw Ukrainy, od 2005 w Drugiej Lidze, od 2009 w Pierwszej Lidze, a od 2010 w Wyższej Lidze Ukrainy. Sędzia FIFA od 2013 roku. Jest na liście sędziów grupy III kategorii FIFA.